# المقاتل النهائي: الأوزان الثقيلة
المقاتل النهائي: الأوزان الثقيلة (بالإنجليزية: The Ultimate Fighter: Heavyweights)‏ هو الدفعة العاشرة من المسلسل التلفزيوني الواقعي المقاتل النهائي الذي أنتجته بطولة القتال النهائي (يو إف سي).

## نهائي المقاتل النهائي 10
كان المقاتل النهائي: نهائي الأوزان الثقيلة (المعروف أيضًا باسم نهائي المقاتل النهائي 10) حدثًا للفنون القتالية المختلطة أقيم من قِبل يو إف سي في 5 ديسمبر 2009.

### النتائج
1. ↑  تم بث هذا النزال على الهواء مباشرة بعد نزال هاميل ضد جونز.
2. ↑  تم بث هذا النزال على الهواء مباشرة بعد نزال إدغار ضد فيتش.

### الجوائز الإضافية
حصل المقاتلون على مكافأة قدرها 25،000 دولار.
- قتال الليلة: فرانكي إدغار ضد مات فيتش
- أفضل ضربة قاضية في الليلة: روي نيلسون
- أفضل إخضاع في الليلة: مارك بوتشيك